# Kasteel Bisdom

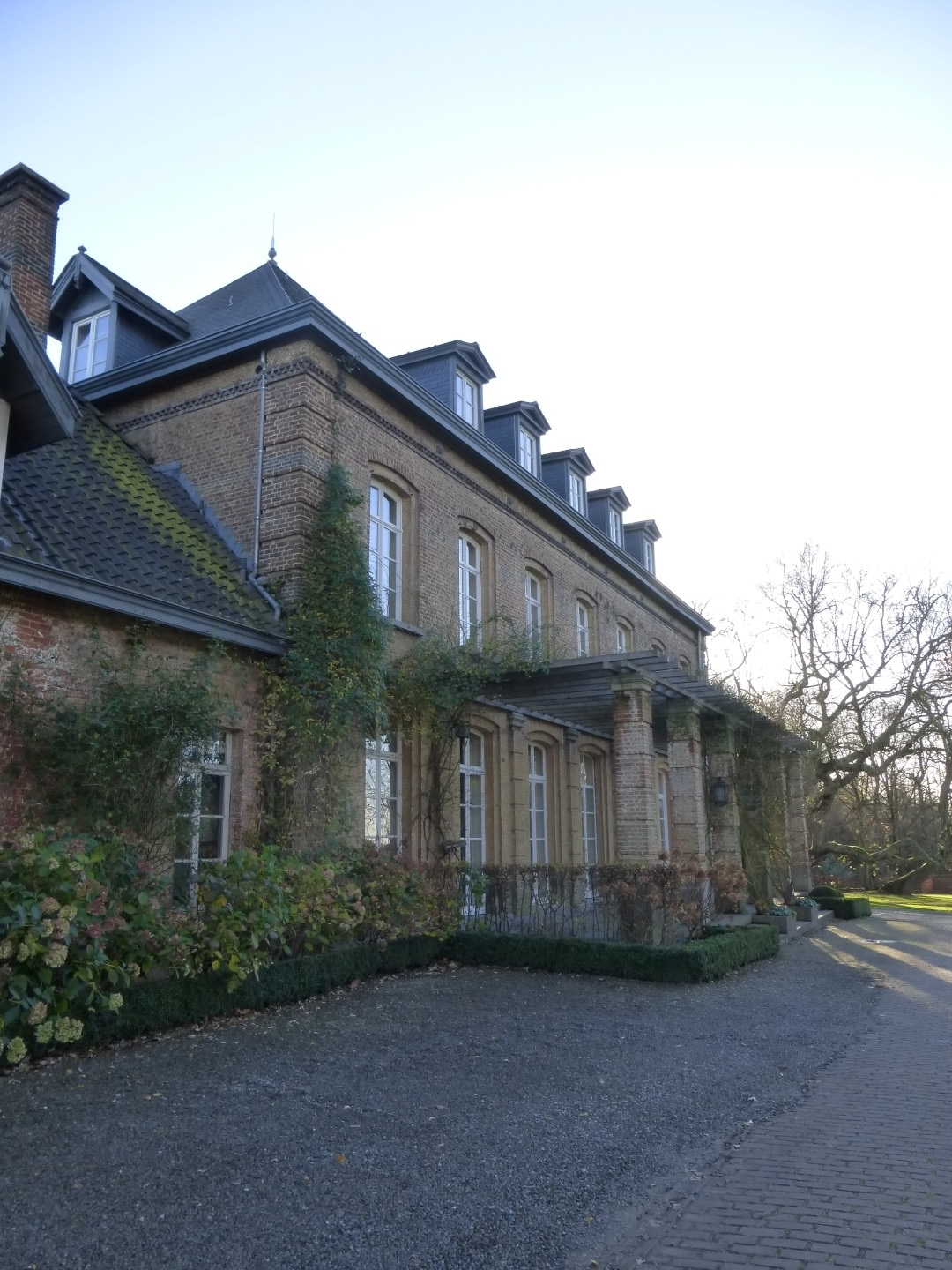
Kasteel Bisdom

Het Kasteel Bisdom is een kasteel in de Vlaams-Brabantse plaats Overijse, gelegen aan Dreef 46 en Grotstraat 49.

## Geschiedenis
In de 18e eeuw bevond zich hier al een boerderij. Begin 19e eeuw werd deze al aangeduid als Hoeve Bisdom, die eigendom zou zijn geweest van ofwel het Bisdom Luik dan wel het Bisdom Kamerijk. Daarna ging het over op de adellijke familie Vandenbisschopdomme.
Midden 19e eeuw werd de hoeve in opdracht van de toenmalige eigenaar, Pierre Joseph Van Bevere, omgebouwd tot buitenhuis. In 1847 was er al sprake van een château . In 1885 was er sprake van een extra vleugel van het buitenhuis en een serre. Dit alles gegroepeerd om een vierkant binnenplein. Er zijn ook enkele dienstgebouwen met een koetshuis en paardenstallen. Het geheel wordt omgeven door een bosrijk park.
Een omgracht eiland, ten noorden van het kasteeltje, zou de plaats zijn waar vroeger een mottekasteel was gelegen dat mogelijk bezit was van de Ridders van IJse.